# 北條為昌
北条為昌（日语：ほうじょう ためまさ，1520年（永正17年）—1542年6月15日（天文11年5月3日）），战国时代武将，北條氏綱的三男。通称彦九郎。有名为养胜院的侧室。养子为北條綱成（实际上比为昌还要年长）。有一个养女是松田盛秀之妻。也有说法纲成的实弟北条纲房（福島胜广）也是他的养子。

## 生平
叔父北条氏时去世后以12岁之龄继承为玉绳城主，享禄5年（1532年）7月23日就已经在使用朱印状了。但是因为彼时尚未元服，大道寺盛昌（日后为昌成为了他的养子）和北条纲成等人会在旁辅佐他。之后成为武藏国河越城、小机城，相模国三崎城等的城主・城代。
天文初年与被任命为营造总奉行的大道寺盛昌、笠原信为一同重建镰仓鶴冈八幡宮。一般认为「为昌」的名字是从信为和盛昌的名字中各取一字（特别盛昌是为昌元服时的烏帽子親，之后也作为後見人辅佐为昌）。之后在寺社关联的日记中数度登场，然而从天文8年（1539年）左右他的名字就没有再出现了，被认为当时已经卧病在床。天文11年（1542年）以23岁的年纪英年早逝。法名为本光院殿龙渊宗哲禅定门。因为没有子嗣，纲成作为为昌的养子继承了家督。为昌以下的家系被称为玉绳北条氏。